# ZLM Tour 2023
 (mai 2025).
La 34e édition du ZLM Tour, une course cycliste constituée d'un prologue et de quatre étapes, a lieu du 7 au 11 juin 2023 aux Pays-Bas. Elle fait partie du calendrier UCI ProSeries 2023, le deuxième niveau de compétition dans l'ordre d'importance du cyclisme sur route masculin, en catégorie 2.Pro.

## Parcours
Le ZLM Tour 2023 commence le mercredi 7 juin en soirée avec un prologue à Heinkenszand en Zélande. Le deuxième jour, la province de Zélande sera aussi le cadre de la 1re étape. Ce jour-là, un parcours classique à travers la Zélande centrale est effectué entre Westkapelle et 's-Heerenhoek. La 2e étape conduit les coureurs de Schijndel dans le Brabant-Septentrional à Buchten (province de Limbourg). Le dernier week-end est couru dans le Brabant-Septentrional avec le départ et l'arrivée de l'étape à Roosendaal le samedi et à Oosterhout le dimanche 11 juin.

## Étapes
| Étape     | Date    | Villes étapes               | type                        | Distance (km) | Dénivelé (m) | Vainqueur d'étape | Leader du classement général |
| --------- | ------- | --------------------------- | --------------------------- | ------------- | ------------ | ----------------- | ---------------------------- |
| Prologue  | 7 juin  | Heinkenszand – Heinkenszand | contre-la-montre individuel | 6,6           | 6 m          | Nils Eekhoff      | Nils Eekhoff                 |
| 1re étape | 8 juin  | Westkapelle – 's-Heerenhoek | étape de plaine             | 202,5         | 197 m        | Yentl Vandevelde  | Nils Eekhoff                 |
| 2e étape  | 9 juin  | Schijndel – Buchten         | étape de plaine             | 184,1         | 336 m        | Jakub Mareczko    | Olav Kooij                   |
| 3e étape  | 10 juin | Rosendael – Rosendael       | étape de plaine             | 194,1         | 218 m        | Arvid de Kleijn   | Olav Kooij                   |
| 4e étape  | 11 juin | Oosterhout – Oosterhout     | étape de plaine             | 158,5         | 158 m        | Olav Kooij        | Olav Kooij                   |

## Équipes
| WorldTeams (4)- Jumbo-Visma - Team DSM - Alpecin-Deceuninck - Astana Qazaqstan Team ProTeams (8)- Burgos-BH - Green Project-Bardiani CSF-Faizanè - Team Corratec-Selle Italia - Eolo-Kometa - Bingoal WB - Team Flanders-Baloise - Q36.5 Pro Cycling Team - Tudor Pro Cycling Team Équipes continentales (8)- À Bloc CT - Metec-Solarwatt p/b Mantel - Volkerwessels Cycling Team - Allinq Continental Cycling Team - TDT-Unibet - Bike Aid - Leopard TOGT Pro Cycling - Beat Cycling Club |
| |

## Déroulement de la course

### Prologue
| \| Classement de l'étape \| Classement de l'étape \| Classement de l'étape \| Classement de l'étape \| Classement de l'étape \| \| Coureur \| Coureur \| Pays \| Équipe \| Temps \| \| --------------------- \| --------------------- \| --------------------- \| ---------------------- \| --------------------- \| \| 1er \| Nils Eekhoff \| Pays-Bas \| Team DSM \| 7 min 27 s \| \| 2e \| Alexander Edmondson \| Australie \| Team DSM \| + 1 s \| \| 3e \| Olav Kooij \| Pays-Bas \| Jumbo-Visma \| + 1 s \| \| 4e \| Maikel Zijlaard \| Pays-Bas \| Tudor Pro Cycling Team \| + 3 s \| \| 5e \| Sam Welsford \| Australie \| Team DSM \| + 4 s \| \| 6e \| Cees Bol \| Pays-Bas \| Astana Qazaqstan Team \| + 6 s \| \| 7e \| Tim van Dijke \| Pays-Bas \| Jumbo-Visma \| + 8 s \| \| 8e \| Jos van Emden \| Pays-Bas \| Jumbo-Visma \| + 9 s \| \| 9e \| Patrick Eddy \| Australie \| Team DSM \| + 9 s \| \| 10e \| Noah Vandenbranden \| Belgique \| Team Flanders-Baloise \| + 11 s \| |                     |           |                        |            |
| |                     |           |                        |            |
| Source : ProCyclingStats |                     |           |                        |            |
| Classement de l'étape |                     |           |                        |            |
| Coureur | Coureur             | Pays      | Équipe                 | Temps      |
| 1er | Nils Eekhoff        | Pays-Bas  | Team DSM               | 7 min 27 s |
| 2e | Alexander Edmondson | Australie | Team DSM               | + 1 s      |
| 3e | Olav Kooij          | Pays-Bas  | Jumbo-Visma            | + 1 s      |
| 4e | Maikel Zijlaard     | Pays-Bas  | Tudor Pro Cycling Team | + 3 s      |
| 5e | Sam Welsford        | Australie | Team DSM               | + 4 s      |
| 6e | Cees Bol            | Pays-Bas  | Astana Qazaqstan Team  | + 6 s      |
| 7e | Tim van Dijke       | Pays-Bas  | Jumbo-Visma            | + 8 s      |
| 8e | Jos van Emden       | Pays-Bas  | Jumbo-Visma            | + 9 s      |
| 9e | Patrick Eddy        | Australie | Team DSM               | + 9 s      |
| 10e | Noah Vandenbranden  | Belgique  | Team Flanders-Baloise  | + 11 s     |

| \| Classement général \| Classement général \| Classement général \| Classement général \| Classement général \| \| Coureur \| Coureur \| Pays \| Équipe \| Temps \| \| ------------------ \| ------------------- \| ------------------ \| ---------------------- \| ------------------ \| \| 1er \| Nils Eekhoff \| Pays-Bas \| Team DSM \| 7 min 27 s \| \| 2e \| Alexander Edmondson \| Australie \| Team DSM \| + 1 s \| \| 3e \| Olav Kooij \| Pays-Bas \| Jumbo-Visma \| + 1 s \| \| 4e \| Maikel Zijlaard \| Pays-Bas \| Tudor Pro Cycling Team \| + 3 s \| \| 5e \| Sam Welsford \| Australie \| Team DSM \| + 4 s \| \| 6e \| Cees Bol \| Pays-Bas \| Astana Qazaqstan Team \| + 6 s \| \| 7e \| Tim van Dijke \| Pays-Bas \| Jumbo-Visma \| + 8 s \| \| 8e \| Jos van Emden \| Pays-Bas \| Jumbo-Visma \| + 9 s \| \| 9e \| Patrick Eddy \| Australie \| Team DSM \| + 9 s \| \| 10e \| Noah Vandenbranden \| Belgique \| Team Flanders-Baloise \| + 11 s \| |                     |           |                        |            |
| |                     |           |                        |            |
| Source : ProCyclingStats |                     |           |                        |            |
| Classement général |                     |           |                        |            |
| Coureur | Coureur             | Pays      | Équipe                 | Temps      |
| 1er | Nils Eekhoff        | Pays-Bas  | Team DSM               | 7 min 27 s |
| 2e | Alexander Edmondson | Australie | Team DSM               | + 1 s      |
| 3e | Olav Kooij          | Pays-Bas  | Jumbo-Visma            | + 1 s      |
| 4e | Maikel Zijlaard     | Pays-Bas  | Tudor Pro Cycling Team | + 3 s      |
| 5e | Sam Welsford        | Australie | Team DSM               | + 4 s      |
| 6e | Cees Bol            | Pays-Bas  | Astana Qazaqstan Team  | + 6 s      |
| 7e | Tim van Dijke       | Pays-Bas  | Jumbo-Visma            | + 8 s      |
| 8e | Jos van Emden       | Pays-Bas  | Jumbo-Visma            | + 9 s      |
| 9e | Patrick Eddy        | Australie | Team DSM               | + 9 s      |
| 10e | Noah Vandenbranden  | Belgique  | Team Flanders-Baloise  | + 11 s     |

### 1reétape
| \| Classement de l'étape \| Classement de l'étape \| Classement de l'étape \| Classement de l'étape \| Classement de l'étape \| \| Coureur \| Coureur \| Pays \| Équipe \| Temps \| \| --------------------- \| --------------------- \| --------------------- \| -------------------------- \| --------------------- \| \| 1er \| Yentl Vandevelde \| Belgique \| TDT-Unibet \| 4 h 21 min 52 s \| \| 2e \| Alexander Konychev \| Italie \| Team Corratec-Selle Italia \| + 1 s \| \| 3e \| Bert-Jan Lindeman \| Pays-Bas \| VolkerWessels Cycling Team \| + 6 s \| \| 4e \| Emiel Vermeulen \| Belgique \| BEAT Cycling Club \| + 6 s \| \| 5e \| Martijn Rasenberg \| Pays-Bas \| À Bloc CT \| + 6 s \| \| 6e \| Sam Welsford \| Australie \| Team DSM \| + 6 s \| \| 7e \| Arvid de Kleijn \| Pays-Bas \| Tudor Pro Cycling Team \| + 6 s \| \| 8e \| Matteo Malucelli \| Italie \| Bingoal WB \| + 6 s \| \| 9e \| Olav Kooij \| Pays-Bas \| Jumbo-Visma \| + 6 s \| \| 10e \| Manuel Peñalver \| Espagne \| Burgos-BH \| + 6 s \| |                    |           |                            |                 |
| |                    |           |                            |                 |
| Source : ProCyclingStats |                    |           |                            |                 |
| Classement de l'étape |                    |           |                            |                 |
| Coureur | Coureur            | Pays      | Équipe                     | Temps           |
| 1er | Yentl Vandevelde   | Belgique  | TDT-Unibet                 | 4 h 21 min 52 s |
| 2e | Alexander Konychev | Italie    | Team Corratec-Selle Italia | + 1 s           |
| 3e | Bert-Jan Lindeman  | Pays-Bas  | VolkerWessels Cycling Team | + 6 s           |
| 4e | Emiel Vermeulen    | Belgique  | BEAT Cycling Club          | + 6 s           |
| 5e | Martijn Rasenberg  | Pays-Bas  | À Bloc CT                  | + 6 s           |
| 6e | Sam Welsford       | Australie | Team DSM                   | + 6 s           |
| 7e | Arvid de Kleijn    | Pays-Bas  | Tudor Pro Cycling Team     | + 6 s           |
| 8e | Matteo Malucelli   | Italie    | Bingoal WB                 | + 6 s           |
| 9e | Olav Kooij         | Pays-Bas  | Jumbo-Visma                | + 6 s           |
| 10e | Manuel Peñalver    | Espagne   | Burgos-BH                  | + 6 s           |

| \| Classement général \| Classement général \| Classement général \| Classement général \| Classement général \| \| Coureur \| Coureur \| Pays \| Équipe \| Temps \| \| ------------------ \| ------------------- \| ------------------ \| --------------------- \| ------------------ \| \| 1er \| Nils Eekhoff \| Pays-Bas \| Team DSM \| 4 h 29 min 25 s \| \| 2e \| Alexander Edmondson \| Australie \| Team DSM \| + 1 s \| \| 3e \| Olav Kooij \| Pays-Bas \| Jumbo-Visma \| + 1 s \| \| 4e \| Sam Welsford \| Australie \| Team DSM \| + 4 s \| \| 5e \| Cees Bol \| Pays-Bas \| Astana Qazaqstan Team \| + 6 s \| \| 6e \| Tim van Dijke \| Pays-Bas \| Jumbo-Visma \| + 15 s \| \| 7e \| Joren Bloem \| Pays-Bas \| TDT-Unibet \| + 20 s \| \| 8e \| Robbe Ghys \| Belgique \| Alpecin-Deceuninck \| + 22 s \| \| 9e \| Hartthijs de Vries \| Pays-Bas \| TDT-Unibet \| + 22 s \| \| 10e \| Mark Cavendish \| Royaume-Uni \| Astana Qazaqstan Team \| + 23 s \| |                     |             |                       |                 |
| |                     |             |                       |                 |
| Source : ProCyclingStats |                     |             |                       |                 |
| Classement général |                     |             |                       |                 |
| Coureur | Coureur             | Pays        | Équipe                | Temps           |
| 1er | Nils Eekhoff        | Pays-Bas    | Team DSM              | 4 h 29 min 25 s |
| 2e | Alexander Edmondson | Australie   | Team DSM              | + 1 s           |
| 3e | Olav Kooij          | Pays-Bas    | Jumbo-Visma           | + 1 s           |
| 4e | Sam Welsford        | Australie   | Team DSM              | + 4 s           |
| 5e | Cees Bol            | Pays-Bas    | Astana Qazaqstan Team | + 6 s           |
| 6e | Tim van Dijke       | Pays-Bas    | Jumbo-Visma           | + 15 s          |
| 7e | Joren Bloem         | Pays-Bas    | TDT-Unibet            | + 20 s          |
| 8e | Robbe Ghys          | Belgique    | Alpecin-Deceuninck    | + 22 s          |
| 9e | Hartthijs de Vries  | Pays-Bas    | TDT-Unibet            | + 22 s          |
| 10e | Mark Cavendish      | Royaume-Uni | Astana Qazaqstan Team | + 23 s          |

### 2eétape
| \| Classement de l'étape \| Classement de l'étape \| Classement de l'étape \| Classement de l'étape \| Classement de l'étape \| \| Coureur \| Coureur \| Pays \| Équipe \| Temps \| \| --------------------- \| --------------------- \| --------------------- \| ---------------------------------- \| --------------------- \| \| 1er \| Jakub Mareczko \| Italie \| Alpecin-Deceuninck \| 4 h 05 min 46 s \| \| 2e \| Olav Kooij \| Pays-Bas \| Jumbo-Visma \| + 0 s \| \| 3e \| Robbe Ghys \| Belgique \| Alpecin-Deceuninck \| + 0 s \| \| 4e \| Matteo Malucelli \| Italie \| Bingoal WB \| + 0 s \| \| 5e \| Arvid de Kleijn \| Pays-Bas \| Tudor Pro Cycling Team \| + 0 s \| \| 6e \| Jules Hesters \| Belgique \| Team Flanders-Baloise \| + 0 s \| \| 7e \| Manuel Peñalver \| Espagne \| Burgos-BH \| + 0 s \| \| 8e \| Matteo Moschetti \| Italie \| Q36.5 Pro Cycling Team \| + 0 s \| \| 9e \| Jesper Rasch \| Pays-Bas \| À Bloc CT \| + 0 s \| \| 10e \| Filippo Fiorelli \| Italie \| Green Project-Bardiani CSF-Faizanè \| + 0 s \| |                  |          |                                    |                 |
| |                  |          |                                    |                 |
| Source : ProCyclingStats |                  |          |                                    |                 |
| Classement de l'étape |                  |          |                                    |                 |
| Coureur | Coureur          | Pays     | Équipe                             | Temps           |
| 1er | Jakub Mareczko   | Italie   | Alpecin-Deceuninck                 | 4 h 05 min 46 s |
| 2e | Olav Kooij       | Pays-Bas | Jumbo-Visma                        | + 0 s           |
| 3e | Robbe Ghys       | Belgique | Alpecin-Deceuninck                 | + 0 s           |
| 4e | Matteo Malucelli | Italie   | Bingoal WB                         | + 0 s           |
| 5e | Arvid de Kleijn  | Pays-Bas | Tudor Pro Cycling Team             | + 0 s           |
| 6e | Jules Hesters    | Belgique | Team Flanders-Baloise              | + 0 s           |
| 7e | Manuel Peñalver  | Espagne  | Burgos-BH                          | + 0 s           |
| 8e | Matteo Moschetti | Italie   | Q36.5 Pro Cycling Team             | + 0 s           |
| 9e | Jesper Rasch     | Pays-Bas | À Bloc CT                          | + 0 s           |
| 10e | Filippo Fiorelli | Italie   | Green Project-Bardiani CSF-Faizanè | + 0 s           |

| \| Classement général \| Classement général \| Classement général \| Classement général \| Classement général \| \| Coureur \| Coureur \| Pays \| Équipe \| Temps \| \| ------------------ \| ------------------- \| ------------------ \| --------------------- \| ------------------ \| \| 1er \| Olav Kooij \| Pays-Bas \| Jumbo-Visma \| 8 h 35 min 06 s \| \| 2e \| Nils Eekhoff \| Pays-Bas \| Team DSM \| + 5 s \| \| 3e \| Alexander Edmondson \| Australie \| Team DSM \| + 6 s \| \| 4e \| Sam Welsford \| Australie \| Team DSM \| + 9 s \| \| 5e \| Cees Bol \| Pays-Bas \| Astana Qazaqstan Team \| + 11 s \| \| 6e \| Tim van Dijke \| Pays-Bas \| Jumbo-Visma \| + 20 s \| \| 7e \| Hartthijs de Vries \| Pays-Bas \| TDT-Unibet \| + 21 s \| \| 8e \| Robbe Ghys \| Belgique \| Alpecin-Deceuninck \| + 23 s \| \| 9e \| Joren Bloem \| Pays-Bas \| TDT-Unibet \| + 25 s \| \| 10e \| Mark Cavendish \| Royaume-Uni \| Astana Qazaqstan Team \| + 28 s \| |                     |             |                       |                 |
| |                     |             |                       |                 |
| Source : ProCyclingStats |                     |             |                       |                 |
| Classement général |                     |             |                       |                 |
| Coureur | Coureur             | Pays        | Équipe                | Temps           |
| 1er | Olav Kooij          | Pays-Bas    | Jumbo-Visma           | 8 h 35 min 06 s |
| 2e | Nils Eekhoff        | Pays-Bas    | Team DSM              | + 5 s           |
| 3e | Alexander Edmondson | Australie   | Team DSM              | + 6 s           |
| 4e | Sam Welsford        | Australie   | Team DSM              | + 9 s           |
| 5e | Cees Bol            | Pays-Bas    | Astana Qazaqstan Team | + 11 s          |
| 6e | Tim van Dijke       | Pays-Bas    | Jumbo-Visma           | + 20 s          |
| 7e | Hartthijs de Vries  | Pays-Bas    | TDT-Unibet            | + 21 s          |
| 8e | Robbe Ghys          | Belgique    | Alpecin-Deceuninck    | + 23 s          |
| 9e | Joren Bloem         | Pays-Bas    | TDT-Unibet            | + 25 s          |
| 10e | Mark Cavendish      | Royaume-Uni | Astana Qazaqstan Team | + 28 s          |

### 3eétape
| \| Classement de l'étape \| Classement de l'étape \| Classement de l'étape \| Classement de l'étape \| Classement de l'étape \| \| Coureur \| Coureur \| Pays \| Équipe \| Temps \| \| --------------------- \| --------------------- \| --------------------- \| ---------------------------------- \| --------------------- \| \| 1er \| Arvid de Kleijn \| Pays-Bas \| Tudor Pro Cycling Team \| 4 h 16 min 35 s \| \| 2e \| Jakub Mareczko \| Italie \| Alpecin-Deceuninck \| + 0 s \| \| 3e \| Matteo Moschetti \| Italie \| Q36.5 Pro Cycling Team \| + 0 s \| \| 4e \| Matteo Malucelli \| Italie \| Bingoal WB \| + 0 s \| \| 5e \| Jules Hesters \| Belgique \| Team Flanders-Baloise \| + 0 s \| \| 6e \| Enrico Zanoncello \| Italie \| Green Project-Bardiani CSF-Faizanè \| + 0 s \| \| 7e \| Giovanni Lonardi \| Italie \| Eolo-Kometa \| + 0 s \| \| 8e \| Filippo Fiorelli \| Italie \| Green Project-Bardiani CSF-Faizanè \| + 0 s \| \| 9e \| Alexander Edmondson \| Australie \| Team DSM \| + 0 s \| \| 10e \| Martin Pluto \| Lettonie \| À Bloc CT \| + 0 s \| |                     |           |                                    |                 |
| |                     |           |                                    |                 |
| Source : ProCyclingStats |                     |           |                                    |                 |
| Classement de l'étape |                     |           |                                    |                 |
| Coureur | Coureur             | Pays      | Équipe                             | Temps           |
| 1er | Arvid de Kleijn     | Pays-Bas  | Tudor Pro Cycling Team             | 4 h 16 min 35 s |
| 2e | Jakub Mareczko      | Italie    | Alpecin-Deceuninck                 | + 0 s           |
| 3e | Matteo Moschetti    | Italie    | Q36.5 Pro Cycling Team             | + 0 s           |
| 4e | Matteo Malucelli    | Italie    | Bingoal WB                         | + 0 s           |
| 5e | Jules Hesters       | Belgique  | Team Flanders-Baloise              | + 0 s           |
| 6e | Enrico Zanoncello   | Italie    | Green Project-Bardiani CSF-Faizanè | + 0 s           |
| 7e | Giovanni Lonardi    | Italie    | Eolo-Kometa                        | + 0 s           |
| 8e | Filippo Fiorelli    | Italie    | Green Project-Bardiani CSF-Faizanè | + 0 s           |
| 9e | Alexander Edmondson | Australie | Team DSM                           | + 0 s           |
| 10e | Martin Pluto        | Lettonie  | À Bloc CT                          | + 0 s           |

| \| Classement général \| Classement général \| Classement général \| Classement général \| Classement général \| \| Coureur \| Coureur \| Pays \| Équipe \| Temps \| \| ------------------ \| ------------------- \| ------------------ \| --------------------- \| ------------------ \| \| 1er \| Olav Kooij \| Pays-Bas \| Jumbo-Visma \| 12 h 51 min 41 s \| \| 2e \| Nils Eekhoff \| Pays-Bas \| Team DSM \| + 5 s \| \| 3e \| Alexander Edmondson \| Australie \| Team DSM \| + 6 s \| \| 4e \| Sam Welsford \| Australie \| Team DSM \| + 9 s \| \| 5e \| Cees Bol \| Pays-Bas \| Astana Qazaqstan Team \| + 11 s \| \| 6e \| Tim van Dijke \| Pays-Bas \| Jumbo-Visma \| + 20 s \| \| 7e \| Hartthijs de Vries \| Pays-Bas \| TDT-Unibet \| + 21 s \| \| 8e \| Robbe Ghys \| Belgique \| Alpecin-Deceuninck \| + 23 s \| \| 9e \| Joren Bloem \| Pays-Bas \| TDT-Unibet \| + 25 s \| \| 10e \| Mark Cavendish \| Royaume-Uni \| Astana Qazaqstan Team \| + 28 s \| |                     |             |                       |                  |
| |                     |             |                       |                  |
| Source : ProCyclingStats |                     |             |                       |                  |
| Classement général |                     |             |                       |                  |
| Coureur | Coureur             | Pays        | Équipe                | Temps            |
| 1er | Olav Kooij          | Pays-Bas    | Jumbo-Visma           | 12 h 51 min 41 s |
| 2e | Nils Eekhoff        | Pays-Bas    | Team DSM              | + 5 s            |
| 3e | Alexander Edmondson | Australie   | Team DSM              | + 6 s            |
| 4e | Sam Welsford        | Australie   | Team DSM              | + 9 s            |
| 5e | Cees Bol            | Pays-Bas    | Astana Qazaqstan Team | + 11 s           |
| 6e | Tim van Dijke       | Pays-Bas    | Jumbo-Visma           | + 20 s           |
| 7e | Hartthijs de Vries  | Pays-Bas    | TDT-Unibet            | + 21 s           |
| 8e | Robbe Ghys          | Belgique    | Alpecin-Deceuninck    | + 23 s           |
| 9e | Joren Bloem         | Pays-Bas    | TDT-Unibet            | + 25 s           |
| 10e | Mark Cavendish      | Royaume-Uni | Astana Qazaqstan Team | + 28 s           |

### 4eétape
| \| Classement de l'étape \| Classement de l'étape \| Classement de l'étape \| Classement de l'étape \| Classement de l'étape \| \| Coureur \| Coureur \| Pays \| Équipe \| Temps \| \| --------------------- \| --------------------- \| --------------------- \| ---------------------------------- \| --------------------- \| \| 1er \| Olav Kooij \| Pays-Bas \| Jumbo-Visma \| 3 h 27 min 06 s \| \| 2e \| Sam Welsford \| Australie \| Team DSM \| + 0 s \| \| 3e \| Jakub Mareczko \| Italie \| Alpecin-Deceuninck \| + 0 s \| \| 4e \| Arvid de Kleijn \| Pays-Bas \| Tudor Pro Cycling Team \| + 0 s \| \| 5e \| Yoeri Havik \| Pays-Bas \| BEAT Cycling Club \| + 0 s \| \| 6e \| Matteo Malucelli \| Italie \| Bingoal WB \| + 0 s \| \| 7e \| Jules Hesters \| Belgique \| Team Flanders-Baloise \| + 0 s \| \| 8e \| Giovanni Lonardi \| Italie \| Eolo-Kometa \| + 0 s \| \| 9e \| Manuel Peñalver \| Espagne \| Burgos-BH \| + 0 s \| \| 10e \| Filippo Fiorelli \| Italie \| Green Project-Bardiani CSF-Faizanè \| + 0 s \| |                  |           |                                    |                 |
| |                  |           |                                    |                 |
| Source : ProCyclingStats |                  |           |                                    |                 |
| Classement de l'étape |                  |           |                                    |                 |
| Coureur | Coureur          | Pays      | Équipe                             | Temps           |
| 1er | Olav Kooij       | Pays-Bas  | Jumbo-Visma                        | 3 h 27 min 06 s |
| 2e | Sam Welsford     | Australie | Team DSM                           | + 0 s           |
| 3e | Jakub Mareczko   | Italie    | Alpecin-Deceuninck                 | + 0 s           |
| 4e | Arvid de Kleijn  | Pays-Bas  | Tudor Pro Cycling Team             | + 0 s           |
| 5e | Yoeri Havik      | Pays-Bas  | BEAT Cycling Club                  | + 0 s           |
| 6e | Matteo Malucelli | Italie    | Bingoal WB                         | + 0 s           |
| 7e | Jules Hesters    | Belgique  | Team Flanders-Baloise              | + 0 s           |
| 8e | Giovanni Lonardi | Italie    | Eolo-Kometa                        | + 0 s           |
| 9e | Manuel Peñalver  | Espagne   | Burgos-BH                          | + 0 s           |
| 10e | Filippo Fiorelli | Italie    | Green Project-Bardiani CSF-Faizanè | + 0 s           |

## Classements finals

### Classement général final
| \| Classement général \| Classement général \| Classement général \| Classement général \| Classement général \| \| Coureur \| Coureur \| Pays \| Équipe \| Temps \| \| ------------------ \| ------------------- \| ------------------ \| --------------------- \| ------------------ \| \| 1er \| Olav Kooij \| Pays-Bas \| Jumbo-Visma \| 16 h 18 min 37 s \| \| 2e \| Sam Welsford \| Australie \| Team DSM \| + 13 s \| \| 3e \| Nils Eekhoff \| Pays-Bas \| Team DSM \| + 15 s \| \| 4e \| Alexander Edmondson \| Australie \| Team DSM \| + 16 s \| \| 5e \| Cees Bol \| Pays-Bas \| Astana Qazaqstan Team \| + 21 s \| \| 6e \| Tim van Dijke \| Pays-Bas \| Jumbo-Visma \| + 30 s \| \| 7e \| Robbe Ghys \| Belgique \| Alpecin-Deceuninck \| + 33 s \| \| 8e \| Joren Bloem \| Pays-Bas \| TDT-Unibet \| + 35 s \| \| 9e \| Mark Cavendish \| Royaume-Uni \| Astana Qazaqstan Team \| + 38 s \| \| 10e \| Hartthijs de Vries \| Pays-Bas \| TDT-Unibet \| + 41 s \| |                     |             |                       |                  |
| |                     |             |                       |                  |
| Source : ProCyclingStats |                     |             |                       |                  |
| Classement général |                     |             |                       |                  |
| Coureur | Coureur             | Pays        | Équipe                | Temps            |
| 1er | Olav Kooij          | Pays-Bas    | Jumbo-Visma           | 16 h 18 min 37 s |
| 2e | Sam Welsford        | Australie   | Team DSM              | + 13 s           |
| 3e | Nils Eekhoff        | Pays-Bas    | Team DSM              | + 15 s           |
| 4e | Alexander Edmondson | Australie   | Team DSM              | + 16 s           |
| 5e | Cees Bol            | Pays-Bas    | Astana Qazaqstan Team | + 21 s           |
| 6e | Tim van Dijke       | Pays-Bas    | Jumbo-Visma           | + 30 s           |
| 7e | Robbe Ghys          | Belgique    | Alpecin-Deceuninck    | + 33 s           |
| 8e | Joren Bloem         | Pays-Bas    | TDT-Unibet            | + 35 s           |
| 9e | Mark Cavendish      | Royaume-Uni | Astana Qazaqstan Team | + 38 s           |
| 10e | Hartthijs de Vries  | Pays-Bas    | TDT-Unibet            | + 41 s           |